# 1929 az irodalomban
Az 1929. év az irodalomban.

## Megjelent új művek

### Próza
- Richard Aldington angol író, költő regénye: Death of a Hero (Hősi halál)
- Mateiu Caragiale román író regénye: Craii de Curtea-Veche (Az aranyifjak alkonya)
- Blaise Cendrars művészregénye: Dan Yack [Les Confessions de Dan Yack]
- Agatha Christie krimije: A hét számlap rejtélye (The Seven Dials Mystery)
- Jean Cocteau regénye: Les enfants terribles. Magyar címei: Vásott kölykök (1942), Veszedelmes Éden (1966), Rettenetes gyerekek (1971)[1]
- Miloš Crnjanski magyarországi szerb író regénye: Seobe (Örökös vándorlás)
- Alfred Döblin regénye: Berlin Alexanderplatz
- Tanizaki Dzsunicsiró, a modern japán irodalom egyik legnagyobb írójának regénye: Tade kuu musi (Aki a keserűfüvet szereti)
- William Faulkner: A hang és a téboly (The Sound and the Fury)
- André Gide:
  - L'École des femmes (Nők iskolája), egy regénytrilógia első része. Folytatása:
  - Robert (1930)
  - Geneviève (1936)
- André Gide esszéje Montaigne-ről: Essai sur Montaigne
- Jean Giono Pán-trilógiájának első két kötete:
  - Colline, az író első regénye
  - Un de Baumugnes (Valaki a hegyekből)
  - a harmadik kötet (Regain) 1930-ban jelenik meg
- Robert Graves korai önéletrajzi könyve: Good-Bye to All That (Vége ennek is)[2]
- Graham Greene angol szerző első regénye: The Man Within (A számkivetett)
- Ernest Hemingway regénye: Búcsú a fegyverektől (A Farewell to Arms)
- Richard Hughes brit író, költő: A High Wind in Jamaica (Szélvihar Jamaicában), regény
- Sinclair Lewis regénye: Dodsworth
- Alberto Moravia első regénye: Gli indifferenti (A közönyösök)
- Axel Munthe svéd orvos, író angol nyelven írt „bestseller” könyve: San Michele regénye (The Story of San Michele)
- John Cowper Powys walesi író, költő regénye: Wolf Solent
- Erich Maria Remarque regénye: Nyugaton a helyzet változatlan (Im Westen nichts Neues)
- Antoine de Saint-Exupéry regénye: Courrier sud (A déli futárgép)
- John Steinbeck: Cup of Gold, a nagy amerikai író első regénye; (magyar címei: Egy marék arany, illetve Az aranyserleg)
- Maila Talvio finn írónő regénytrilógiája: Itämeren tytär (A Keleti-tenger leánya):
  - első kötet: Kaukaa tullut (1929); további kötetek:
  - Hed-ulla ja hänen kosijansa (1931)
  - Hopealaiva (1936)
- Kobajasi Takidzsi japán író regénye: Kanikószen (Rákhalászok)
- Franz Werfel regénye: Barbara oder die Frömmigkeit (Barbara, avagy a jámborság)
- Virginia Woolf: A Room of One's Own (Saját szoba), esszé
- Marguerite Yourcenar francia író kisregénye: Alexis ou le Traité du vain combat (Alexis, vagy értekezés a hiábavaló küzdelemről)

### Költészet
- Rafael Alberti két kötete:
  - Cal y canto (Mész és dal)
  - Sobre los ángeles (Az angyalokról)
- Robert Bridges angol költő elbeszélő költeménye: The Testament of Beauty (A szépség testamentuma)
- Paul Éluard kötete: L'Amour la poésie
- Pierre Reverdy kötete:
  - Sources du vent
  - Flaques de verre
- Edith Sitwell brit költő verseskötete: Gold Coast Customs (Aranyparti szokások)[3]

### Dráma
- Jacinto Benavente: Vidas cruzadas (Keresztezett életek), bemutató
- Noël Coward angol színműíró, színész, rendező operettje: Bitter Sweet (Keserédes)[3]
- Paul Claudel formabontó, terjedelmes műve: Le Soulier de satin (A selyemcipő), „négy estére osztott nagy költemény, nem tetralógia, hanem egyetlen konfliktus köré épített jelenethalmaz…”[4] Színpadi változatát 1943-ban mutatják be.
- Jean Giraudoux vígjátéka: Amphitryon 38, bemutató
- Vlagyimir Majakovszkij rendhagyó szatirikus komédiája: Poloska (Клоп), bemutató Vszevolod Mejerhold moszkvai színházában
- Branislav Nušić szerb drámaíró vígjátéka: Gospođa ministarka [Госпођа Министарка] (A miniszter felesége), bemutató Belgrádban
- Eugene O’Neill: Dynamo (Dinamó)
- Marcel Pagnol vígjátéka: Marius; a Marseille-trilógia (Trilogie marseillaise) első darabja, bemutató
- G. B. Shaw: A királyság szekere (The Apple Cart)

### Magyar irodalom
- Babits Mihály verseskötete: Az istenek halnak, az ember él
- József Attila verseskötete: Nincsen apám, se anyám (Benne t. k.: Tiszta szívvel (1925), Ringató (1928), Klárisok (1928), Áldalak búval, vigalommal)
- Móricz Zsigmond regénye: Forró mezők
- Surányi Miklós regénye: Csodavárók
- Tersánszky Józsi Jenő regénye: A margarétás dal
- Áprily Lajos drámája: Idahegyi pásztorok (Kolozsvár)
- Molnár Ferenc színműve: Egy, kettő, három

## Születések
- január 27. – Garai Gábor költő, író, műfordító, kritikus († 1987)
- február 27. – Fodor András Kossuth-díjas költő, esszéíró, könyvtáros.(† 1997)
- március 7. – Székely János költő, prózaíró, drámaíró, tanulmány- és esszéíró, műfordító († 1992)
- március 18. – Christa Wolf német írónő († 2011)
- április 1. – Milan Kundera cseh, francia regény- és drámaíró, költő, esszéista
- április 5. – Hugo Claus flamand regényíró, költő, színműíró és filmrendező († 2008)
- április 22. – Guillermo Cabrera Infante kubai író, esszéista, műfordító és kritikus († 2005)
- május 4. – Kárpáti Kamil író, költő, esszéíró, szerkesztő

- május 10. – Kányádi Sándor erdélyi magyar költő († 2018)
- június 29. – Oriana Fallaci olasz író, publicista, újságíró, riporter († 2006)
- július 5. – Zám Tibor magyar író, tanár, szociográfus († 1984)
- július 25. – Vaszilij Suksin szovjet, orosz író, színész, filmrendező († 1974)
- november 9. – Kertész Imre magyar író, műfordító, a Sorstalanság szerzője. Önéletrajzi ihletésű, a holokausztról és az önkényuralomról szóló műveiért 2002-ben irodalmi Nobel-díjjal tüntették ki († 2016)
- november 11. – Hans Magnus Enzensberger német költő, író, műfordító, szerkesztő-kiadó
- november 12. – Michael Ende német író, aki gyermekkönyvei révén vált ismertté († 1995)
- november 22. – Görgey Gábor író, költő, dramaturg († 2022)
- december 12. – John Osborne angol író, drámaíró, forgatókönyvíró; a nálunk a maga idején dühöngő ifjúságnak nevezett irodalmi, színházi és filmes művészeti vezéralakja († 1994)
- december 17 – Tóth Bálint József Attila-díjas költő, író, műfordító († 2017)
- december 28. – Bori Imre író, irodalomtörténész, kritikus († 2004)

## Halálozások
- február 8. – Rákosi Jenő író, színműíró, színházigazgató, lapszerkesztő (* 1842)
- június 5. – Zoltán Vilmos író, műfordító (* 1869)
- július 15. – Hugo von Hofmannsthal osztrák költő, novellista, drámaíró (* 1874)
- szeptember 12. – Rainis (Jānis Pliekšāns) lett költő, drámaíró, fordító és politikus, akit az ország legjelentősebb írójaként tart számon a lett irodalomtörténet (* 1865)
- október 28. – Osvát Ernő író, szerkesztő, kritikus; 1908–1929 között a Nyugat folyóirat szerkesztője (* 1876)